# Tipula (Eumicrotipula) dimorpha
Tipula (Eumicrotipula) dimorpha is een tweevleugelige uit de familie langpootmuggen (Tipulidae). De soort komt voor in het Neotropisch gebied.